# Distretto di Pac Nam
Il distretto di Pac Nam (vietnamita: Pác Nặm) è un distretto (huyện) del Vietnam che nel 2019 contava 33.439 abitanti.
Occupa una superficie di 474 km² nella provincia di Bac Kan. Ha come capitale Nghien Loan.